# 中國機讀編目格式
中國機讀編目格式（英語：Chinese MARC Format，简称CMARC），是由中華民國國家圖書館發展的一套圖書資訊編目格式，以便於計算機處理書本或印刷品分類。它也是一種元數據標準，現已發展到第四個版本。

## 中國機讀編目格式結構
| 紀錄標示（0-23） | 指引（24-35-n） | 書目資料登錄欄位 | 紀錄分隔 |

### 紀錄標示
為24位數的紀錄標示，包括紀錄長度、紀錄性質、執行代碼、指標長度、分欄辨識長度、資料位基、紀錄補釋，用為指引格局。其中最後一位保留為未來使用。

### 指引
每個指引佔12位數，款目為：
1.欄號（001-999）：佔3位數。
2.資料欄長度：佔4位數，空格以"0"填補，表示各欄之長度。
3.首字位址：佔5位數，空格以"0"填補，表示紀錄欄位中欄位之第一個位址。

## 書目資料登錄欄
書目資料登錄欄有定長欄及變長欄，分為三種類型：
1.紀錄識別欄（欄001）：
記載建立紀錄機構所編定之識別號，不得重複。
2.保留欄位（欄002-4；006-8）：
為未來書目資料處理預留欄位。
3.書目欄（欄010-999）
每一書目欄包括指標、分欄識別、資料單元、欄間符號，指標及分欄識別的長度各佔2個位址。
4.紀錄分隔
為一筆紀錄結束的符號，以"1D"表示。

### 識別段
- 001系統控制號
- 005最後異動時間
- 009他館系統控制號
- 010國際標準書號（ISBN）
- 011國際標準叢刊號（ISSN）
- 013國際標準樂譜號（ISMN）
- 014篇章識別號  欄位新增
- 015國際標準技術報告號碼（ISRN）
- 016國際標準錄音∕錄影資料代碼（ISRC）
- 017國際標準技術報告號碼（ISRN）刪除，改入015
- 019其他標準號碼
- 020國家書目號
- 021送繳編號
- 022政府出版品編號
- 025政府出版品銷售號∕庫存號
- 040叢刊代碼（CODEN）
- 042審查機構代碼
- 050國家圖書館（NCL）書目紀錄編號
- 071出版者資料號碼（適用於音樂性資料）
- 090全國圖書書目資訊網（NBINet）系統控制號
- 091-099保留予其他類似欄號009，020之系統控制號使用

### 代碼資料段
- 100一般性資料
- 101作品語文
- 102出版國別
- 105資料代碼欄：圖書
- 106資料代碼欄：文字資料形式特性
- 110資料代碼欄：連續性出版品
- 115資料代碼欄：投影資料、錄影資料、電影片
- 116資料代碼欄：非投影性圖片
- 117資料代碼欄：立體資料  欄位新增
- 120資料代碼欄：地圖資料–一般性
- 121資料代碼欄：地圖資料形式特性
- 122資料代碼欄：作品涵蓋時間
- 123資料代碼欄：地圖資料–比例尺與座標
- 124資料代碼欄：地圖資料–特殊資料類型
- 125資料代碼欄：樂譜資料與非音樂性
- 126資料代碼欄：錄音資料形式特性
- 127資料代碼欄：錄音資料播放或樂譜演奏之時間
- 128資料代碼欄：音樂演奏作品
- 129資料代碼欄：拓片
- 130資料代碼欄：微縮資料形式特性
- 131資料代碼欄：地圖資料–大地、網格、垂直測量
- 135資料代碼欄：電子資源
- 140古籍–一般性
- 141古籍–特性

### 著錄段
- 200題名及著者敘述項
- 204資料類型標示刪除，改入200
- 205版本項
- 206資料特殊細節項：地圖資料–製圖細節
- 207資料特殊細節項：連續性出版品–卷期編次
- 208資料特殊細節項：樂譜型式敘述
- 209資料特殊細節項：電腦檔刪除，改入230
- 210出版項
- 211預定出版日期
- 215稽核項
- 225集叢項
- 230資料特殊細節項：電子資源

### 附註段
- 300一般註
- 327內容註
- 328學位論文註
- 330摘要註

### 相關題名段
- 500劃一題名
- 501總集劃—題名
- 503劃一習用標目
- 505集叢名
- 510並列題名
- 512封面題名
- 513附加書名頁題名
- 514卷端題名
- 515逐頁題名
- 516書背題名
- 517其他題名
- 521補篇
- 522本篇
- 523合刊、合訂
- 524同一媒體之其他版本
- 525不同媒體之其他版本
- 526譯作
- 527譯自
- 530繼續
- 531衍自
- 534合併
- 535部分合併
- 536由╴；╴合併而成
- 540改名
- 541部分衍成
- 544併入
- 545部分併入
- 546衍成
- 547與╴；╴合併成╴
- 548恢復原題名
- 550識別題名
- 551簡略題名
- 552舊題名
- 553完整題名
- 554編目員附加題名
- 555編目員翻譯題名

### 主題分析段
- 600人名標題
- 601團體名稱標題
- 605劃一題名標題
- 606主體標題
- 607地名標題
- 610非控制主題詞彙
- 660地區代碼
- 661年代代碼
- 670前後關係索引法
- 675國際十進分類號
- 676杜威十進分類號
- 680美國國會圖書館分類號
- 681中國圖書分類號
- 682農業資料中心分類號刪除，改入687，以代碼區分
- 686美國國立醫學圖書館分類號  不修訂
- 687其他分類號

### 著者及輔助檢索段
- 700人名–主要著者
- 701人名–合著者或其他相當主要著者
- 702人名–其他著者
- 710團體名稱–主要著者
- 712團體名稱–其他著者
- 730輔助檢索項（善本書）
- 734輔助檢索項（出版、製作地等）
- 736技術細節檢索項（電子資源）
- 750人名（羅馬拼音∕中譯作品之著者原名）–主要著者
- 752人名（羅馬拼音∕中譯作品之著者原名）–其他著者
- 760團體名稱（羅馬拼音∕中譯作品之著者原名）–主要著者
- 762團體名稱（羅馬拼音∕中譯作品之著者原名）–其他著者
- 780輔助檢索項（善本書）–羅馬拼音
- 784輔助檢索項（出版、製作地等）
- 786技術細節檢索項（電子資源）–羅馬拼音  刪除，電子資源相關資料名稱多為英文或數字故無需羅馬拼音

### 各館使用段
- 801出處欄
- 802 國際叢刊資料系統中心
- 805館藏記錄
- 856電子資源位址及取得方法

## 外部連結與參考文獻
- 中國機讀編目格式（民國九十年版）
- 國家圖書館編目標準規範